# Quentin Boëton
Quentin Boëton, dit ALT 236, est un vidéaste et compositeur français né en 1980.
Il réalise des vidéos qui vulgarisent les différents univers de science-fiction et de la pop culture.

## Biographie

### Enfance et formation
Il déclare s'intéresser aux univers imaginaires après le visionnage de Massacre à la tronçonneuse.
Il commence une carrière dans le droit qu'il finit par abandonner. Il est diplômé des Beaux-Arts de Paris en 2009 et réalise en parallèle des clips en amateur.

### Carrière
Depuis 2016, il possède une chaîne YouTube nommée ALT 236. Le nom vient du raccourci utilisé pour écrire le symbole de l'infini ∞,. Il y explore différents univers comme ceux de HR Giger, de Kentarō Miura, ou de Grzegorz Rosiński. Il compose ses propres musiques pour ses vidéos.
Il sort un livre intitulé Berserk - À l'encre des ténèbres, consacré au manga. Il co-écrit un livre intitulé Kodex Metallum : l'art secret du metal décrypté par ses symboles, ainsi qu'un troisième livre intitulé Liminal.
En 2020, il participe à la création du roman graphique Astra Mortem avec Sullivan Rouaud et Medhi Chamsa, qui est actuellement toujours en cours d'écriture.
Il co-réalise la série documentaire _Underscore sur Arte.tv,. En 2023, il participe au festival Les Intergalactiques.
Il compose en partie la bande originale du jeu vidéo Decarnation.
En 2022, il est membre du jury du Paris International Fantastic Film Festival 2022.
En 2024, il fait partie des 300 signataires de l'appel à voter Nouveau Front Populaire

## Vie privée
Il a un fils, dont le 2e prénom est Hieronymus, faisant référence au vrai nom de Jérôme Bosch,.

## Publications
- Quentin Boëton, Berserk: à l'encre des ténèbres, Third éditions, 11 juillet 2019, 238 p., 16,7 × 24,5 cm (ISBN 978-2-37784-106-6 et 9782377842544, présentation en ligne)
- Quentin Boëton, Liminal: les nouveaux espaces de l'angoisse, Gallimard, 2023 (ISBN 978-2-07-303383-3)
- (en) Quentin Boëton, Berserk: Written in Darkness, Kindle Edition, 2 septembre 2020, 317 p. (ISBN 9782377842766)
- Quentin Boëton et Maxwell, Kodex Metallum, Hoebeke, coll. « Musique », 22 octobre 2020, 192 p., 22,7 × 27,8 cm (ISBN 207291468X, EAN 9782072914683)
- Junji Itō (préf. Quentin Boëton), Les chefs-d'oeuvre de Junji Ito, Mangetsu, 2022 (ISBN 978-2-38281-014-9)

## Discographie
- 2018: Leviathan
- 2023: Anemoia
- 2024: Frontiers of the Mind
- 2025: Blackshard